# Troides plateni
Troides plateni är en fjärilsart som först beskrevs av Otto Staudinger 1888.  Troides plateni ingår i släktet Troides och familjen riddarfjärilar. Inga underarter finns listade i Catalogue of Life.

## Bildgalleri

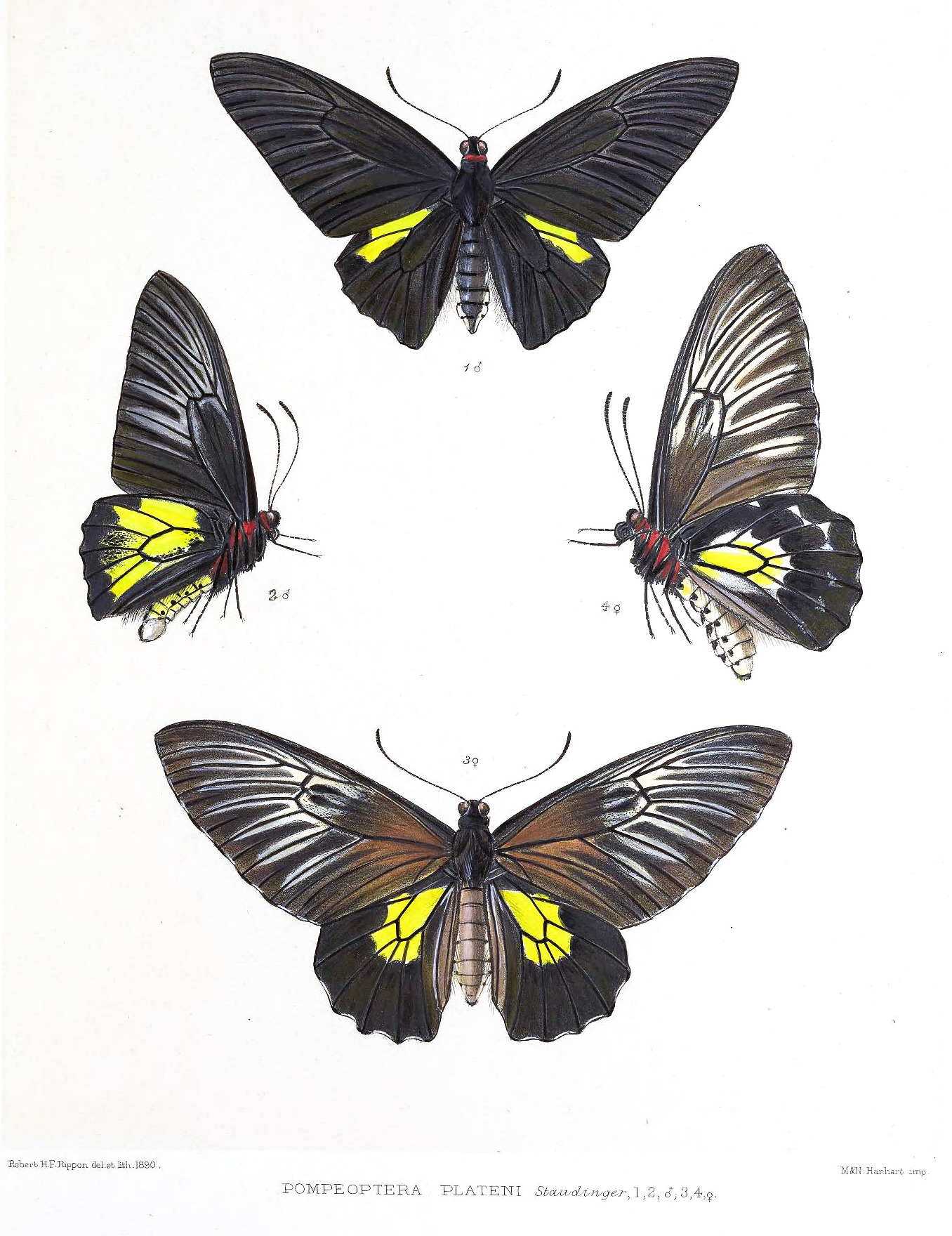